# Tom Petty
Thomas Earl „Tom“ Petty (20. října 1950 Gainesville, Florida – 2. října 2017 Santa Monica) byl americký zpěvák, kytarista a hudební skladatel. Jeho zájem o rock'n'roll vzrostl v létě 1961, kdy se zásluhou svého strýce setkal s Elvisem Presleym při natáčení filmu Follow That Dream.
Na koncertech ho doprovázela jeho skupina The Heartbreakers, se kterou hrál od roku 1976. Mimo jiné byl také členem rockové skupiny Mudcrutch a pod pseudonymem Charlie T. Wilbury, Jr. byl členem superskupiny Traveling Wilburys (společně s Georgem Harrisonem, Jeffem Lynnem, Bobem Dylanem a Royem Orbisonem). Tato skupina za krátkou dobu svého trvání natočila dvě úspěšná hudební alba.
Ve filmu Posel budoucnosti z roku 1997 si zahrál starostu Mostového města.
Zemřel 2. října 2017. Příčinou úmrtí bylo předávkování sedativy a analgetiky, která užíval proti silným bolestem kyčle a bederní páteře.

## Sólová diskografie
- Full Moon Fever – 1989
- Wildflowers – 1994
- Highway Companion – 2006